# Missionsgesellschaften Apostolischen Lebens
Die Missionsgesellschaften Apostolischen Lebens (engl.: Missionary Societies of Apostolic Life, Abkürzung: MISAL) ist der Zusammenschluss von derzeit 24 Missionsgesellschaften des apostolischen Lebens, der dem Dikasterium für die Evangelisierung nachgeordnet ist. Die Mitgliedsgesellschaften werden jeweils von ihrem Generalsuperior vertreten.

## Geschichte und Anliegen
Die Missionsgesellschaften Apostolischen Lebens sind eine besondere Ausprägung der Gesellschaften apostolischen Lebens und sind exklusiv im missionarischen Dienst tätig. Als Gemeinschaften ohne Gelübde werden sie auch als „missionarische Weltpriestergemeinschaften“ bezeichnet. Das gemeinschaftliche Leben hat keinen Selbstzweck, sondern steht im Dienst der besseren Erfüllung des missionarischen Auftrags. Missionsgemeinschaften apostolischen Lebens existieren seit dem 17. Jahrhundert, die erste war die Missions Etrangères de Paris (MEP).
1975 schlossen sich die Missionsgesellschaften Apostolischen Lebens im Dachverband Missionary Societies of Apostolic Life (MISAL) zusammen.

## Organisation
Die 24 männlichen Mitgliedsgesellschaften (Stand 2024) verteilen sich auf Westeuropa (11), Asien (7), Nord- und Südamerika (5) und Afrika (1). Die jeweiligen Generaloberen der Missionsgesellschaften päpstlichen Rechts und diözesanen Rechts treffen sich jährlich. Diese Zusammenkünfte stehen im Dienst des Austausches von Erfahrungen und der Reflexion der Optionen betreffend die missionarische Tätigkeit insgesamt und der einzelnen Gesellschaften. Hauptthemen sind unter anderem der interreligiöse und interkulturelle Dialog, missionarische Spiritualität, Aus- und Weiterbildung von Missionspersonal, missionarische Präsenz, Gerechtigkeit, Friede und Bewahrung der Schöpfung, Zusammenarbeit mit Laienmissionaren und -missionarinnen. Im Jahre 2019 fand die MISAL-Mitgliederversammlung im Mutterhaus der Société des Prêtres de Saint-Jacques in Guiclan in der Bretagne statt. Zur bislang letzten Mitgliederversammlung trafen sich die Generaloberen der MISAL im Dezember 2024 im Pilgerhaus „Pilar“ der Society of the Missionaries of St. Francis Xavier in Goa.

## Mitglieder
Mitglieder der MISAL sind (in der reihenfolge ihres Gründungsjahres):
- Missions Étrangères de Paris (MEP), Frankreich, 1664, „Pariser Missionare“
- Pontificio Istituto Missioni Estere (PIME), Italien, 1850
- Société des Missions Africaines (SMA), Frankreich, 1858, „Lyoner Missionare“
- St. Joseph’s Society for Foreign Missions (MHM), England, 1866, „Millhiller“
- Société des Missionnaires d’Afrique (M.Afr.), Italien, 1868
- Societas Missionariorum Sancti Francisci Xaverii (SFX), 1887, Indien, „Society of Pilar“
- Catholic Foreign Mission Society of America (MM), USA, 1911, „Maryknoller“
- Missionary Society of St. Columban (SSC), Irland, 1917 „Kolumbaner“
- Scarboro Foreign Mission Society (SFM), Kanada, 1918, „Scarboro-Missionare“
- Instituto Español de Misiones Extranjeras (IEME), Spanien, 1919
- Société des Missions-Étrangères du Québec (PME), Kanada, 1921
- Missionsgesellschaft Bethlehem (SMB), Schweiz, 1921, „Immenseer Missionare“
- Instituto de Misiones Extranjeras de Yarumal (MXY), Kolumbien, 1927
- Sociedade Missionária da Boa Nova (SMP), Portugal, 1930
- St. Patrick’s Missionary Society (SPS), Irland, 1932, „Kiltegan-Missionare“
- Instituto de S. Maria de Guadalupe para las Misiones Extranjeras (MG), Mexiko, 1949
- Société des Prêtres de Saint-Jacques (PSJ), Frankreich, 1953
- Missionary Society of St. Thomas the Apostle (MST), Indien, 1968
- Korean Foreign Mission Society (KMS), Korea, 1975
- Missionary Society of St. Paul (MSP), Nigeria, 1976
- Missionary Society of the Heralds of the Good News (HGN), Indien, 1984
- Missionary Society of the Philippines (MSP), Philippinen, 1989
- Thailand Missionary Society (MST), Thailand, 1990
- Lorenzo Ruiz Mission Society (LRMS), Philippinen, 1997